# Русь (резиденция)
Государственная резиденция «Русь» — государственная резиденция Президента РФ, расположенная рядом с поселком Козлово в Конаковском районе Тверской области, на территории национального парка «Завидово».
В состав резиденции «Русь» входят Государственный комплекс «Завидово» Федеральной службы охраны. Включает в себя этот комплекс и саму резиденцию, и национальный парк, в котором та расположена, — все 125 тысяч гектаров. Главное здание (в два этажа, с камином и дубовой мебелью) находится на окраине тверской деревеньки Козлово. Рядом — гостевой домик, полигон для охоты, два озера для рыбалки.
Была построена для Леонида Брежнева, который любил приезжать на охоту в «Завидово».
В феврале 1992 года президент РФ Борис Ельцин распорядился создать Государственный комплекс «Завидово», включающий в себя национальный парк и официальную загородную резиденцию президента «Русь». Этим же распоряжением комплекс был подчинен Федеральной службе охраны РФ. 18 августа 1996 года указом Президента РФ за государственным комплексом «Завидово» был утвержден статус резиденции Президента РФ.